# Knud Olsen (Politiker)
Knud Rasmus Gideon Olsen (* 28. März 1911 in Uummannaq (Dundas); † unbekannt) war ein grönländischer Landesrat.

## Leben
Knud Olsen war der Sohn des Missionars Gustav Karl Eli Olsen (1878–1950) und seiner Frau Ane Sophie Karen Berthelsen (1882–1951). Er war ein Enkel des Dichters Rasmus Berthelsen (1827–1901), der jüngere Bruder des Landesrats Hendrik Olsen (1901–1967) sowie ein Onkel des Künstlers Kristian Olsen (1942–2015). Knud Olsen wurde in Nordgrönland geboren, wo sein Vater seit zwei Jahren als Missionar tätig war. Am 25. Mai 1931 heiratete er in Upernavik Susanne Karoline Ottilie Louise Mørch (1908–?), Tochter des Büchsenmachers Kristian Gabriel Johan Mørch (1872–?) und seiner Frau Mathilde Louise Sara Christiansen (1879–?). Sie war eine Nichte des Landesrats Ole Mørch (1867–1923) und eine Enkelin des Pastors Tobias Mørch (1840–1916). Das Ehepaar konnte 1981 seine Goldene Hochzeit feiern. Knud Olsen war von Beruf Ladenleiter und saß von 1951 bis 1955 für eine Legislaturperiode im ersten gesamtgrönländischen Landesrat. Er war zudem in den 1950er Jahren als Gemeinderatsvorsitzender de facto Bürgermeister der Gemeinde Sisimiut.